# Nienoordstreekje
Het Nienoordstreekje was een streek in het Loosterveen onder het dorp Veelerveen in de huidige gemeente Westerwolde in de Nederlandse provincie Groningen. Het lag aan het einde van een doodlopende onverharde weg ten zuiden van een nog bestaande bocht van een naamloze oostelijke zijtak van het B.L. Tijdenskanaal, die vroeger in de volksmond ook wel de Potswieke werd genoemd. De ingang naar deze doodlopende weg lag ten noorden van de weg Nieuwe Veendijk en ten zuiden van de vaste brug (vroeger ophaalbrug) bij de monding van de zijtak in het B.L. Tijdenskanaal.
Er stonden een tiental krimpjes op een rij, die zouden zijn gebouwd in 1916, al komen ze nog niet voor op de topografische kaart van 1919. Het streekje werd vernoemd naar opdrachtgever Jan Nienoord, een van de oprichters van strokartonfabriek Ceres in Oude Pekela. In de huizen woonden veenafgravers, vaak gezinnen bestaande uit 7 à 8 personen. De streek had een slechte naam, onder andere omdat de inwoners zich bezighielden met wildstroperij. De veldwachter durfde er dan ook niet alleen naartoe.
Na het eindigen van de vervening en de daaropvolgende ontginning van de grond verhuisden veel veenarbeiders naar de modernere onder architectuur gebouwde vierkamerwoningen aan de Verbindingsweg tussen Veelerveen en Rhederveld. De huizen kwamen vervolgens leeg te staan en werden daarop in april 1958 gesloopt. De weg zal vervolgens ook weggehaald zijn, want op de topografische kaart van 1971 komt deze niet meer voor. Van de plek is sindsdien niets meer terug te zien in het veld.
Dorpen: Barnflair · Bellingwolde · Blijham · Bourtange · Jipsingboertange · Oudeschans · Over de Dijk · Sellingen · Ter Apel · Ter Apelkanaal · Veelerveen · Vlagtwedde · Vriescheloo · Wedde · Wedderheide · Zandberg (deels)

Buurtschappen: Agodorp · Borgertange · Borgerveld · Bovenstreek · De Bouwte · De Bruil · De Bult · Den Ham · De Heemen · De Lethe · De Maten · De Oerde · De Straat (Engelkes) · Draaijerij · Ellersinghuizen · Hanetange · Harpel · Hoorn · Hoornderveen · Jipsingboermussel · Jipsinghuizen · Kielhuppen · Klein-Ulsda · Klontjebuurt · Koudehoek · Lammerweg · Laude · Lauderbeetse · Lauderzwarteveen · Laudermarke · Leemdobben · Lieskemeer · Loosterheide · Lutje Ham · Lutjeloo · Morige · Munnekemoer · Nienoordstreekje · Oosteinde · Overdiep · Pallert · Plaggenborg · Poldert · Renneborg · Rhederbrug · Rhederveld · Rijsdam · Roelage · 't Schot · Sellingerbeetse · Sellingerzwarteveen · Slegge · Stakenborg · Stobben · Ter Borg · Ter Haar · Ter Walslage · Ter Wisch · Tjabbesstreek · Veele · Veendijk · Veerste Veldhuis · Verbindingsweg · Vlagtwedder-Veldhuis · Vogelzang · Voorwold · Wedderbergen · Wedderveer · Weende · Weite · Wessingtange · Westeind · De Westert · Winschoterhogebrug (deels) · Winschoterzijl (deels) · Wollingboermarke · Wollinghuizen · Zuidveld · Zandstroom

Groningen: Steden en dorpen      Nederland: Provincies · Gemeenten